# قلب اتمی (بازی ویدئویی)
قلب اتمی (انگلیسی: Atomic Heart) یک بازی ویدئویی در سبک نقش‌آفرینی اکشن است که توسط استودیو روسی Mundfish توسعه یافته و به‌وسیلهٔ فوکوس هوم اینتراکتیو منتشر شده‌است. این بازی در ۲۱ فوریه، ۲۰۲۳ برای مایکروسافت ویندوز، پلی‌استیشن ۵، پلی‌استیشن ۴، اکس‌باکس سری اکس و سری اس و اکس‌باکس وان منتشر شده‌است.

## گیم پلی بازی

تصویری از رابط کاربری با سلاحی موقت

قلب اتمی یک بازی ویدیویی تیراندازی اول شخص با عناصر نقش‌آفرینی اکشن است. نبرد در این بازی شامل تیراندازی و زد و خورد با سلاح است. یک سیستم ساخت ساز وجود دارد که در آن سلاح‌ها را می‌توان از قطعات فلزی جدا شده از روبات‌ها یا از لوازم خانگی ساخت، مهمات در بازی کمیاب است و گزینه‌های پنهانی وجود دارد. رویداد فوری نیز در بازی ارائه می‌شوند.

## داستان
قلب اتمی در شوروی در سال ۱۹۵۵ اتفاق می‌افتد که در آن فناوری مانند اینترنت ، هولوگرام و ربات‌ها اختراع شده‌اند. قهرمان اصلی یک مأمور ویژه روانی کاگ‌ب به نام P-3 است که توسط دولت برای تحقیق در مورد یک مرکز تولیدی مخفی، فرستاده می‌شود.

## توسعه
قلب اتمی از موتور آنریل انجین۴ استفاده می‌کند و فناوری‌های Nvidia RTX و DLSS را در کارت گرافیک‌های جی‌فورس آرتی‌اکس پیاده‌سازی می‌کند.